# Tuzar Skipper
Tuzar Skipper (* 5. Juni 1995 in Norwich, Connecticut) ist ein US-amerikanischer American-Football-Spieler. Er spielt auf der Position des Linebackers für die Arlington Renegades in der XFL, nachdem er zuvor unter anderem für die Pittsburgh Steelers in der National Football League (NFL) spielte.

## Karriere
Skipper besuchte die ersten zwei Jahre nach der Highschool das Monroe College. Als Defensive End erzielte er 46 Tackles, 20,5 für Raumverlust und 6,5 Sacks in 13 Spielen. Zudem erzwang er einen Fumble, blockte einen Kick und erzielte einen Safety. In beiden Jahren wurde er ins second-Team All-Northeast Football Conference gewählt. Im Anschluss wechselte er an die University of Toledo, wo er für die Toledo Rockets spielte. In seiner ersten Saison für die Rockets konnte er 22 Tackles erzielen. 2017 riss er sich allerdings das Kreuzband, weshalb er nur in zwei Spielen auflief. In seiner letzten Saison konnte er 60 Tackles, 11,5 für Raumverlust, 8,5 Sacks, zwei erzwungene Fumbles, zwei Fumble-Eroberungen und einen Touchdown erzielen. Er wurde dafür ins third-team All-MAC gewählt.
Nachdem Skipper im NFL Draft 2019 nicht ausgewählt worden war, erhielt er nach erfolgreichem Rookie Minicamp und Probetraining bei den Pittsburgh Steelers einen Vertrag. Hier wurde er zum Outside Linebacker umtrainiert. Nachdem er anfangs noch den Sprung in den 53-Mann-Kader geschafft hatte, wurde er am 7. September 2019 noch vor dem ersten Saisonspiel entlassen. Er wurde daraufhin von den New York Giants verpflichtet. Am 22. Oktober 2019 wurde er entlassen. Zwei Tage später verpflichteten die Giants Skipper für ihren Practice Squad. Am 19. November 2019 verpflichteten die Steelers Skipper für ihren 53-Mann-Kader. Skipper war bis zum Saisonende immer als inaktiv gelistet. Am 30. Dezember 2019 erhielt er einen Zweijahresvertrag. Im Rahmen der finalen Kaderverkleinerung von Beginn der Saison 2020 wurde Skipper von den Steelers entlassen.
Am 16. September 2020 nahmen die Tennessee Titans Skipper in ihren Practice Squad auf. Am 21. November 2020 wurde er erstmals in den Hauptkader befördert, ein Vorgang der nach Regeländerungen im Rahmen der COVID-19-Pandemie mit einer automatischen Rückkehr in den Practice Squad nach dem Spiel verbunden war und auch in den folgenden drei Wochen geschah. Nachdem er sich am 14. Spieltag eine Ellbogenverletzung zugezogen hatte, wurde Skipper auf der Practice Squad/Injured Reserve List platziert. Insgesamt trat er in vier Spielen auf, in denen er 5 Tackles erzielte. Ende Juli 2021 wurde er entlassen. Daraufhin verpflichteten die Atlanta Falcons Skipper. Im Rahmen der finalen Kaderverkleinerung wurde er am 31. August 2021 entlassen. Am 6. Dezember 2021 nahmen die Titans Skipper erneut in ihren Practice Squad auf. Nach dem NFL Draft 2022 wurde Skipper entlassen. Am 2. Juni 2022 nahmen die Steelers ihn wieder unter Vertrag. Am 24. August 2022 wurde er nach einer Verletzung vor Saisonbeginn entlassen.
Im November 2022 wurde Skipper von den Seattle Sea Dragons im Draft der XFL ausgewählt. Im Juni 2023 wurde er von den Sea Dragons zusammen mit dem 46. Pick im XFL Draft 2023 gegen einen Offensive Lineman und dem 40. Pick zu den Arlington Renegades getauscht.